# محمد البغدادي (فيزيائي)
محمد البغدادي (1930 - 2020 م) بحَّاثة فيزيائي سوري، وأستاذ جامعي، متخصِّص في الفيزياء النظرية، وصاحب أول موسوعة عربية ضخمة في الفيزياء "أسس الفيزياء المعاصرة"، وأحد أبرز القامات العلمية في عصرنا الداعين إلى تدريس الموادِّ العلمية باللغة العربية، ومناهضة التدريس باللغات الأجنبية في الدول العربية.

## ولادته وتحصيله
وُلد محمد بن محمد سعيد بن مصطفى بن صافي البغدادي سنة 1930 في حيِّ العَمارة محلَّة (الشرف الأعلى) بدمشق. التحقَ بكلية الحقوق في جامعة دمشق، وبعد أن أتمَّ دراسة الحقوق أُرسل في بعثة دراسية إلى فرنسا فرغب هناك في دراسة الرياضيات، وحصل على إجازة في الرياضيات ليكمل دراسته العليا بها ويحصل على درجة (دكتوراه).
وشجعته الرياضيات على دراسة الفيزياء ولا سيما الفيزياء النظرية (theoretical physics) (الفيزياء الرياضية) التي تتناول النظريات الفيزيائية، وتبحث في حلولها الرياضية، والمعادلات الفيزيائية لاستنباط القوانين التي تفسِّر سلوك الأجسام.

## وظائفه وأعماله
بعد عودته من فرنسا، عمل أستاذًا جامعيًّا في كلية الهندسة بجامعة دمشق، ثم انتقل إلى المغرب العربي في مهمَّة مؤقتة خبيرًا لدى منظمة اليونسكو في مناهج تدريس الرياضيات والفيزياء، قبل أن يستقرَّ في المملكة المغربية ليؤسِّس أولَ مختبر للفيزياء النظرية بكلية العلوم في جامعة محمد الخامس في الرِّباط. ويُعَدُّ البغدادي من مؤسِّسي القسم العربي الذي درَّس موادَّ علمية باللغة العربية في المدرسة العليا للأساتذة.
اشتغل البغدادي بالتدريس قرابة ثلاثين سنة في المغرب باللغة العربية والفرنسية، وخرَّج أجيالًا من المتخصِّصين في مجال الفيزياء، ولا سيَّما المغاربة والدارسين في المغرب، سواء أكانوا طلَّابًا جامعيين أم طلابَ الدراسات العليا لمرحلتي الماجستير والدكتوراه.

## بحوثه وآثاره
للبحَّاثة البغدادي مؤلفاتٌ وترجماتٌ كثيرة باللغات العربية والإنكليزية والفرنسية والألمانية، أغلبها في الفيزياء النظرية وتاريخ العلوم، وكان اسمه لامعًا في مجال البحث العلمي، وله أعمال وإسهامات كثيرة في هذا الباب، وعمل البغدادي أيضًا إلى جانب صديقه العالم محمد عبد السلام الحائز على جائزة نوبل في الفيزياء النظرية، في المركز الدَّولي بمدينة تريستي الإيطالية.

### موسوعة الفيزياء

بعد تقاعده من العمل بدأ البغدادي كتابة موسوعته الفيزيائية، مستفيدًا من خبراته في مجال التدريس والبحث العلمي التي امتدَّت قرابة نصف قرن، متنقلًا بين جامعة دمشق في سوريا، وجامعة بواتييه في فرنسا، وجامعة محمد الخامس في المغرب. وواجه تحدِّيات وصعوبات كثيرة في هذا العمل ذكرها في مقدِّمة كتابه الذي أطلق عليه عنوان "أسُس الفيزياء المعاصرة"، وهو عمل موسوعي ضخم استغرق تأليفه عدَّة سنوات منفردًا دون أيِّ مساعدة أو دعم مادي.
تتألف الموسوعة من خمسة مجلدات، وهي أول موسوعة فيزيائية باللغة العربية التي اختارها البغدادي حبًّا لها وللعروبة، وليثبت بها أن اللغة العربية كانت وما زالت وستبقى لغةَ التاريخ والحضارة، وأنها قادرة على استيعاب مختلِف العلوم ومصطلحاتها على جميع المستويات. وقد قسَّم الموسوعة إلى خمسة مجلدات، تتناول الفروع الرئيسة في الفيزياء على النحو الآتي:
1. المجلد الأول: الميكانيك التقليدي والنسبوي.
2. المجلد الثاني: الميكانيك الإحصائي والثرموديناميك.
3. المجلد الثالث: الكهرومغناطيسية والضوء.
4. المجلد الرابع: ميكانيكا الكم.
5. المجلد الخامس: الفيزياء الإحصائية.

حاول البغدادي جاهدًا ألا يتركَ مجالًا من مجالات الفيزياء النظرية، إلا وقد تطرَّق إليه، وفتح أمام القرَّاء أبوابه، فكانت الموسوعة شاملة متكاملة قدر الإمكان، تضع بين أيدي الدارسين كلَّ ما يبحثون عنه في هذا المجال، ويذكر في كل جزء المراجع الخاصَّة به، ومراجعَ أُخرى لمَن أراد التوسُّع والتعمُّق في الموضوعات التي تناولها الكتاب. ووصف موسوعته بأنها: "تعطي كلَّ ما يتطلَّبه الفيزيائي المتشبِّع بالرياضيات لإتمام دراسته والانفتاح على ما بعد السنوات الأولى من التعليم الجامعي".
وفي آخر لقاء له بجريدة هسبريس الإلكترونية، تحدَّث البغدادي عن موسوعته، ووصفها بأنها عمل لطالما أراد كتابته باللغة العربية، وعبَّر عن أسفه لعدم وصولها إلى المكتبات العربية بعد إتمامها، وأنها بقيت حبيسةَ دار نشرها وما زالت إلى اليوم.
صدرَت الموسوعة عن دار (طوب بريس) المغربية نحو عام 2016، إلا أن الكتاب لم يوزَّع ويُعرَف إلا عام 2019.

## أسرته
الدكتور محمد البغدادي هو عمُّ الأستاذ الفيزيائي القدير والمربِّي الشهير بدمشق سيف الدين البغدادي، والعمُّ يصغُر ابنَ أخيه بسُنيَّات، وسيف الدين من طلَّاب الدُّفعة الأولى في كلية العلوم بالجامعة السورية (جامعة دمشق)، التي ضمَّت نخبةَ الفيزيائيين في الشام فيما بعد، ومنهم الأساتذة: أحمد ذو الغنى، وفاروق السَّلكا، ومحمد المصري، وعبد الله واثق شهيد، ومحمد سعيد الطنطاوي، وعدنان محاسب، وأحمد رضا حتاحت، وبديع السلَّاخ، وزهير الفقير.

## وفاته
توفي الدكتور محمد البغدادي في مغترَبه بمدينة الرِّباط عاصمة المملكة المغربية، يوم الثلاثاء 22 من رجب 1441هـ الموافق 17 آذار (مارس) 2020م.